# Lilla Fattjärnen
Lilla Fattjärnen är en sjö i Lerums kommun i Västergötland och ingår i Göta älvs huvudavrinningsområde.